# اسیرا
اسیرا (به لاتین: Esira) یک منطقهٔ مسکونی در ماداگاسکار است که در بخش آمبوآساری سود واقع شده‌است. اسیرا ۱۰٬۰۰۰ نفر جمعیت دارد و ۴۶۹ متر بالاتر از سطح دریا واقع شده‌است.